# هيبنهايم

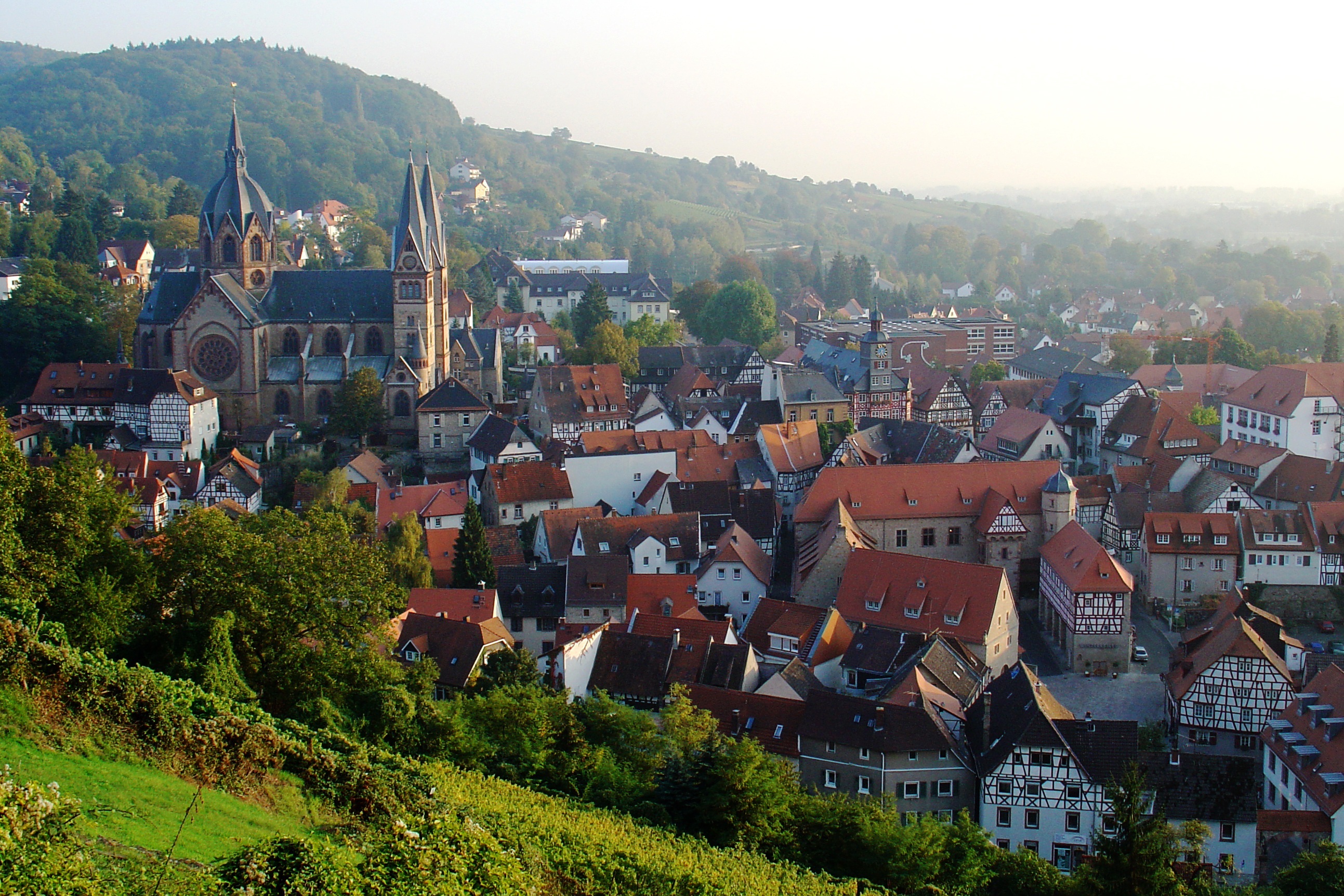
الكاتدرائية والبلدة القديمة

هيبنهايم هي مقر منطقة برغستراسه هي ولاية هسن، ألمانيا. بحلول يناير 2012 كان عدد سكانها 25,204.

## النمو السكاني
تصغير|صورة جوية
| السنة | السكان |
| ----- | ------ |
| 1666  | 1,066  |
| 1806  | 3,190  |
| 1861  | 4,599  |
| 1900  | 5,779  |
| 1925  | 7,693  |
| 1939  | 9,350  |
| 1950  | 13,111 |
| 1971  | 17,411 |
| 1975  | 23,793 |
| 2003  | 25,457 |
| 2008  | 26,792 |

ارتفاع ملحوظ بين عامي 1971 و 1975 بسبب حالات الاندماج أثناء الإصلاح الإداري في هسن عام 1972.

## توأمة
لهيبنهايم اتفاقيات توأمة مع كل من:
- Kaltern an der Weinstraße [الإنجليزية]‏
- لو تشيسناي
- ويست بيند

## أعلام
- توماس فرانك
- ماريوس مولر
- إرفين شفاب
- هانس ريختر
- مايكل أليندورف
- هانس فلايشمان
- فرانس لمبارت
- ويلي رودلف فورستر

## وصلات خارجية
- www.bergstrasse.de/region/heppenheim Bergstraße/Heppenheim (بالألمانية)

- هيبنهايم (بالألمانية)

تصنيفالمدن في هسن
تصنيفمدن ألمانيا